# Nichtoperative Spinale Dekompression
Die Nichtoperative spinale Dekompression ist eine konservative, alternativ-medizinische Behandlungsmethode bei Erkrankungen der Wirbelsäule, insbesondere bei einem Bandscheibenvorfall, um eine "Druckentlastung" der Bandscheibe herbeizuführen.
Bereits seit langem gehören Traktionsverfahren zur konservativen Wirbelsäulentherapie, vor allem im Rahmen der Physiotherapie. Die "Nichtoperative spinale Dekompression" nutzt hierzu eine computer-gestützte Zugspannung der betroffenen Wirbelsäulenabschnitt, wodurch der gewünschte Zwischenwirbelbereich gedehnt wird. Dies soll den Druck auf die Bandscheibe reduzieren, wovon man sich eine Förderung der Diffusion von Flüssigkeit, Nährstoffen und Sauerstoff erhofft. Hierdurch würden sich die Bandscheiben "regulieren" und erhielten die Möglichkeit, in ihre ursprüngliche Position zurückzukehren – wofür eine wissenschaftliche Evidenz fehlt. Das Verfahren wird als schmerzfrei beschrieben, die Mobilisierung der Wirbelsäulensegmente sei sicher und nachhaltig.
Allerdings liegen keine klinischen Studien mit ausreichender Evidenz vor, die eine Wirksamkeit des Verfahrens belegen oder es mit bestehenden Traktionsverfahren und konservativen, physiotherapeutischen Behandlungen vergleichen.
Unter spinaler Dekompression wird in der Orthopädie normalerweise ein chirurgisches Verfahren zur dauerhaften Erweiterung des Spinalkanals bei konservativ nicht mehr behandelbarer Spinalkanalstenose verstanden, die in der Regel durch knöcherne Anbauten und Einengungen zustande kommt. Da die "Nichtoperative spinale Dekompression" ein konservatives Traktionsverfahren darstellt, das den Spinalkanal nicht  erweitert, sondern lediglich eine "Druckentlastung" herbeiführt, ist die Bezeichnung irreführend.